# Roger Epple
Roger Epple ist ein deutscher Dirigent. 
Nach seinem Studium in München war er Kapellmeister an der Oper Leipzig, anschließend Erster Kapellmeister am Nationaltheater Mannheim. 1996 wurde er als einer der jüngsten Generalmusikdirektoren an das Opernhaus Halle engagiert. Schwerpunkt seines Schaffens dort war das sinfonische Repertoire von Gustav Mahler, Johannes Brahms und Anton Bruckner sowie die Opern von Richard Strauss und Richard Wagner. Daneben gilt er aber auch als Spezialist für zeitgenössische Musik, was sich in einer Vielzahl von Uraufführungen widerspiegelt.
Ab der Spielzeit 2012/2013 bis 2015/2016 übernahm Roger Epple das Amt des Generalmusikdirektors am Oldenburgischen Staatstheater.
Er dirigierte bedeutende Orchester im In- und Ausland u. a. in Paris, Amsterdam, Dublin, Brüssel, Sao Paulo, Mexiko-Stadt, Berlin, München, Dresden und Leipzig.
Zahlreiche CD-Einspielungen u. a. für Sony, Teldec, Capriccio und cpo dokumentieren seine Vielseitigkeit. Für seine Einspielung von Karl Amadeus Hartmanns Wachsfigurenkabinett wurde ihm der Echo-Klassik verliehen.